# Kouba
Kouba là một đô thị thuộc tỉnh Alger, Algérie. Dân số thời điểm năm 2002 là 105.253 người.